# Cygnus CRS OA-6
Cygnus CRS OA-6 var en flygning av företaget Orbital ATK:s rymdfarkost Cygnus till rymdstationen ISS för att leverera förnödenheter, syre, vatten. Farkosten är uppkallad efter den avlidne astronauten Rick Husband.
Den sköts upp med en Atlas V-raket från Cape Canaveral den 23 mars 2016.
Farkosten dockades med rymdstationen med hjälp av Canadarm2 den 26 mars 2016. 
Farkosten lämnade rymdstationen den 14 juni 2016. Den brann som planerat upp i jordens atmosfär den 22 juni 2016.

## Atlas V
På grund av att företagets Antares-raket havererade vid upp skjutningen av Cygnus CRS Orb-3 den 13 juli 2014, valde man att skjuta upp OA-6 med en Atlas V-raket. Under uppskjutningen brann raketens första steg några sekunder kortare tid än planerat. För att farkosten skulle kunna placeras i rätt omloppsbanna kompenserade raketens andra steg, kallat Centaur automatiskt, genom att brinna drygt en minut längre än planerat.

## Saffire-1
Efter att farkosten lämnade rymdstationen genomfördes ett experiment kallat Saffire-1 i farkostens trycksatta del. Målet var att se hur brandskydd fungerar i tyngdlöshet.

### Fotnoter
1. ↑  ”NASA Space Science Data Coordinated Archive” (på engelska). NASA. https://nssdc.gsfc.nasa.gov/nmc/spacecraft/display.action?id=2016-019A. Läst 24 mars 2020.
2. ↑  ”Atlas 5 forced to improvise during Tuesday’s climb to orbit” (på engelska). Spaceflight Now. 24 mars 2016. https://spaceflightnow.com/2016/03/24/atlas-5-rocket-forced-to-improvise-during-tuesdays-climb-to-orbit/. Läst 5 september 2018.